# Euxoa concolor
Euxoa concolor är en fjärilsart som beskrevs av Adrian Hardy Haworth 1809. Euxoa concolor ingår i släktet Euxoa och familjen nattflyn. Inga underarter finns listade i Catalogue of Life.